# Nicola Riezzo
Nicola Riezzo (* 11. Dezember 1904 in Squinzano, Provinz Lecce, Italien; † 20. August 1998 ebenda) war Erzbischof von Otranto.

## Leben
Riezzo studierte ab 1923 am Collegio Capranica und der Päpstlichen Universität Gregoriana in Rom Theologie. Am 21. August 1927 empfing er die Priesterweihe durch Gennaro Trama, den damaligen Bischof von Lecce. Er war in den folgenden Jahren als Lehrer an den Priesterseminaren in Lecce, Assisi und Molfetta tätig.
Papst Pius XII. ernannte ihn am 25. März 1958 zum Bischof von Castellaneta. Die Bischofsweihe spendete ihm am 29. Juni desselben Jahres Francesco Minerva, Bischof von Lecce. Mitkonsekratoren waren der spätere Kardinal Corrado Ursi, Bischof von Nardò, und Guglielmo Motolese, Weihbischof im Erzbistum Tarent. Von 1962 bis 1965 nahm Riezzo an allen Sitzungen des Zweiten Vatikanischen Konzils teil. Papst Paul VI. ernannte ihn am 28. April 1969 zum Erzbischof von Otranto. Dort zeichnete er sich durch eine besondere Nähe zu den Armen und der Jugend aus. Gleichzeitig wurde er Großprior der Sektion Salento-Lecce des Ritterordens vom Heiligen Grab zu Jerusalem, was er bis zu seinem Rücktritt als Erzbischof von Otranto blieb. Von 1969 bis 1974 war er zudem Apostolischer Administrator des Bistums Ugento-Santa Maria di Leuca.
Papst Johannes Paul II. nahm am 27. Januar 1981 sein altersbedingtes Rücktrittsgesuch an. Nicola Riezzo kehrte nach Squinzano zurück, wo er sich noch in der Gemeindearbeit engagierte. Er starb 1998 im Alter von 93 Jahren. Am 27. Juni 2005 wurde der Seligsprechungsprozess eröffnet, in dessen Verlauf Riezzo zum Ehrwürdigen Diener Gottes erklärt wurde.